# Westside (Gibraltar)
Westside – największe miasto i de facto stolica Gibraltaru, terytorium zamorskiego Wielkiej Brytanii. Położone jest pomierzy zachodnią częścią Skały Gibraltarskiej i wschodnim wybrzeżem Zatoki Gibraltarskiej. W 2012 zamieszkiwane było przez 31 078 osoby, co stanowiło 98% populacji całego terytorium.

## Podział
Miasto jest podzielone na sześć głównych obszarów mieszkalnych (Major Residential Area). Są to: North District (dystrykt północny), Reclamation Areas (obszary refulowane), Sandpits, South District (dystrykt południowy), Town Area (obszar miejski) i Upper Town (górne miasto).

## Demografia
| Obszary mieszkalny | Populacja w 2012 | Populacja w 2001 |
| ------------------ | ---------------- | ---------------- |
| North District     | 4.267            | 4.116            |
| Reclamation Areas  | 13.356           | 9.599            |
| Sandpits           | 2.053            | 2.207            |
| South District     | 5.681            | 4.257            |
| Town Area          | 3.264            | 3.588            |
| Upper Town         | 2.457            | 2.805            |

## Źródła
1. 1 2 3  Census of Gibraltar 2012.
2. 1 2  Census of Gibraltar 2001.